# Internationale Bodenseewoche
Die Internationale Bodenseewoche war bis 1972 eine bedeutende europäische Wassersportveranstaltung am Bodensee. Anlässlich des 100-jährigen Jubiläums ihrer Gründung wurde die Bodenseewoche 2009 wiederbelebt.

## Geschichte

### Entstehung
Segler und Motorbootfahrer rund um den Bodensee riefen um 1909 die Bodenseewoche als gemeinsame sportliche Veranstaltung ins Leben. Zuvor gab es zwar schon einzelne Ruderregatten oder Motorbootrennen, die nicht miteinander verknüpft waren. Die Herkunft des Begriffs „Internationale Bodenseewoche“ ist nicht gesichert. Eine Zeitung soll den Namen erstmals erwähnt haben.
Schnell entwickelte sich die Bodenseewoche zu einem gesellschaftlichen Höhepunkt des Jahres und Treffpunkt des Großbürgertums, Industrieller und des Adels. Der Sport wurde in den Hintergrund gedrängt; es ging vermehrt darum, sich auf sportlicher und gesellschaftlicher Ebene auszutauschen, den See und sein Ambiente in angemessenem Kreis zu genießen, Kontakte zu pflegen und Geschäfte zu machen sowie neue technische Entwicklungen zu präsentieren. Dabei soll auch Spionage im kleinen Stil stattgefunden haben.
In den letzten Jahren des Ersten Weltkriegs  wurde die Bodenseewoche nicht mehr durchgeführt. Nach 1918 wurde sie fortgeführt.

### 1920 bis 1939
Im Jahr 1920 wurde die Bodenseewoche wieder aufgenommen. Die Veranstaltung war beeinträchtigt durch Weltwirtschaftskrise und Zollbarrieren und wurde bis 1939 durchgeführt.

### 1949 bis 1970
Zu den Segel-Regatten auf dem Wasser kamen die damals aufkommenden Motorbootrennen, Ruder-Regatten, Flugzeug- und Automobil-Demonstrationen und diverse gesellschaftliche Veranstaltungen. So entwickelte sich die Bodenseewoche zum Symbol der Gesellschaftlichkeit und der Sportlichkeit, wobei anfangs die Kieler Woche in den Schatten gestellt wurde. Das Fachmagazin „Yacht“ sprach 1952 von der Bodenseewoche als der „bedeutendsten europäischen Wassersportveranstaltung“.
Danach litt die Bodenseewoche unter ihrer Größe. Für Veranstaltungen mit über 1000 Personen fehlten am Bodensee die Infrastruktur, die Logistik und die finanziellen Mittel. Hinzu kamen veränderte Wünsche der Regattasegler nach härteren Wettfahrten, die mangels sicherer Windverhältnisse am Bodensee nicht garantiert werden konnten. So zerfiel der Segelsport in den 1960er Jahren endgültig in Tourensegler, Regatta-Segler am Bodensee und ambitionierte Regattasegler, die sich zunehmend auf dem Meer bewiesen. Organisatorische Probleme der Clubs und Vereinigungen führten 1972 zur Einstellung der Bodenseewoche. Bis dahin gastierte sie mit Unterbrechungen in mehreren Städten rund um den Bodensee.

## Wiederbelebung 2009
Rund um den Konstanzer Hafen fand vom 4. bis 7. Juni 2009 nach 37 Jahren Pause eine Neuauflage der Internationalen Bodenseewoche statt, die von rund 80 000 Menschen besucht wurde. Veranstalter waren deutsche und schweizerische Yachtclubs sowie das Stadtmarketing Konstanz.

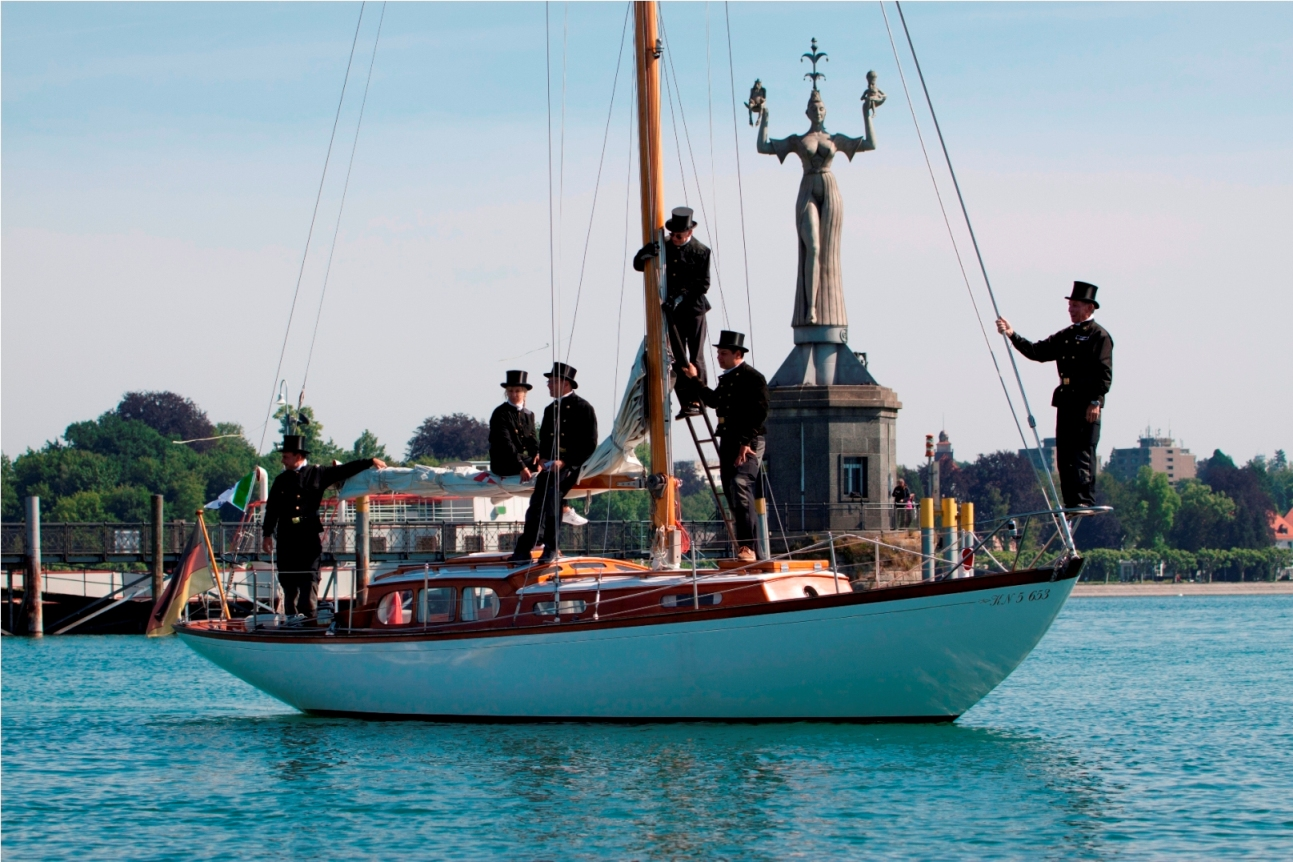
Concours d’Elègance der Segelyachten

Höhepunkte im Programm der ersten Neuauflage waren:
- Segel-Regatten für Segelboote unterschiedlicher Klassen über verschiedene Strecken im Konstanzer Trichter
- Yacht-Treffen mit rund 140 Segelyachten im Konstanzer Altstadthafen
- Concours d’Elegance für Segelyachten[8]
- Verschiedene Ruderwettkämpfe im Konstanzer Hafen und ein Stilruderwettbewerb
- Wasserski-Cups für Lizenzfahrer und Amateure sowie eine Wasserski-Show für Zuschauer
- Concours d’Elegance (Oldtimer-Treffen) an der Hafenpromenade

## 2010 und 2011
2010 fand die Internationale Bodenseewoche vom 27. bis 30. Mai in Konstanz statt. Die initiierenden 13 deutschen und schweizerischen Wassersportclubs wollten die Woche wie ihr historisches Vorbild als sportliches und gesellschaftliches Ereignis und Innovationsschau etablieren. 2011 fand ebenfalls vom 26. bis 29. Mai eine Veranstaltung an der historischen Hafenmeile der Konstanzer Altstadt statt. In diesem Rahmen wurden zwei Jubiläumsveranstaltungen gefeiert:
- 100 Jahre Bodensee-Segler-Verband: der BSVb feiert sein Gründungsjahr und präsentiert die Entwicklung des Segelsports am Bodensee
- 125 Jahre Automobil: Baden-Württemberg feiert die Erfindung des Automobils und die Bodenseewoche ist offizieller Partner

## Seit 2012
Seit 2012 findet die Internationale Bodenseewoche jedes Jahr statt.

## Filmberichte
- SWR/SR: Sommer, Sonne, Schiffe. SWR 2009. Gesendet am 19. Juli 2009 von 20:15–21:15 Uhr. (Filmische Impressionen von Segelbooten, Wasserski und Motorbooten sowie vom Konstanzer Hafen anlässlich der Internationalen Bodenseewoche von 2009. Historische Aufnahmen aus der Tagesschau der 1950er Jahre sowie von Zeppelin, Maybach und Claude Dornier.)